# Jo Maas
Jo Maas (Eijsden, 6 de octubre de 1954) es un ex ciclista neerlandés, que fue profesional entre 1979 y 1983. Su principal éxito deportivo fue una victoria de etapa al Tour de Francia de 1979, edición en la cual acabó 7° de la general.

## Palmarés
1978
- 1º en la Romsée-Stavelot-Romsée
- 1º en el Tour de Henao Occidental y vencedor de 2 etapas

1979
- Vencedor de una etapa en l Tour de Francia

### Resultados al Tour de Francia
- 1979. 7º de la clasificación general. Vencedor de una etapa
- 1980. 19º de la clasificación general

### Resultados a la Vuelta a España
- 1981. 21º de la clasificación general